# Toray Pan Pacific Open 2002
Il Toray Pan Pacific Open 2002 è stato un torneo di tennis giocato sul sintetico indoor. È stata la 27ª edizione del Toray Pan Pacific Open, che fa parte della categoria Tier I nell'ambito del WTA Tour 2002. Si è giocato al Tokyo Metropolitan Gymnasium di Tokyo, in Giappone, dal 29 gennaio al 3 febbraio 2002.

## Campionesse

### Singolare
Martina Hingis ha battuto in finale  Monica Seles con il punteggio di 7–6(6), 4–6, 6–3

### Doppio
Lisa Raymond /  Rennae Stubbs  hanno battuto in finale  Els Callens /  Roberta Vinci con il punteggio di 6–1, 6–1